# الرياضة في جنوب أستراليا

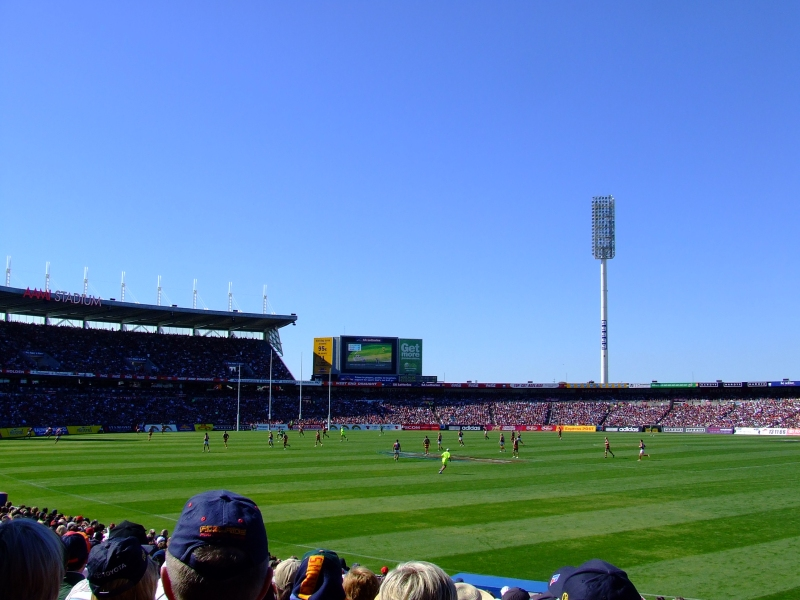

تلعب الرياضة دورًا مهمًّا في ريادة الأعمال والمجتمع والحياة الاجتماعية والثقافية في جنوب أستراليا.
تلعب الرياضة كوسيلة ترفيه دورًا بارزًا، إذ تشغل جنوب أستراليا المرتبة الثانية من حيث أعلى معدّل حضور للأحداث بالمقارنة مع جميع الولايات والأقاليم الأسترالية الأخرى؛ إذ يحضر 49٪ من سكان جنوب أستراليا الذين تترواح أعمارهم بين ال 15 عامًا وأكبر من ذلك حدثًا رياضيًا كل عام.
تلعب الفرص الإقليمية والريفية للمشاركة في الرياضة دورًا بارزًا في الحياة المجتمعية في جميع أنحاء جنوب أستراليا. عمدت جنوب أستراليا على تطوير مجموعة من البرامج لدعم المسارات الرياضية الشاملة التي تستقطب مجموعات سكانية محددة مثل السكان الأصليين والبالغين والطفولة المبكرة والأشخاص ذوي الاحتياجات الخاصة والنساء.
تشمل الأحداث الرياضية الهامّة في جنوب أستراليا طواف داون اندر وكليبسال 500 وكأس أديليد وسلسلة بطولة الكريكيت الدولية واستضافة بطولات أستراليا للسباحة المتنوعة. وقد ثبت أن الأحداث الرئيسية تحقّق مكاسب اقتصادية هائلة للولاية.
يجري تمثيل الأندية التي تتخذ من جنوب أستراليا مقرًّا لها في جميع الرموز الرياضية المحترفة الرئيسية تقريبًا في أستراليا بما في ذلك نادي أديليد لكرة القدم ونادي أديليد بورت لكرة القدم في الدوري الأسترالي الممتاز لكرة القدم فئة الرجال، وريدباكس وسكوربيونز في الكريكيت، وأديليد يونايتد في الدوري الأسترالي وأديليد ثيرتي سيكسترز في الدوري الوطني الأسترالي لكرة السلة للسيدات، أديليد لايتنين في الدوري الوطني لكرة السلة للسيدات، وأديليد ثاندربيردز في بطولة ANZ لكرة الشبكة.
الرياضات الأكثر شعبية في جنوب أستراليا من حيث الحضور هي كرة القدم الأسترالية (31٪) ورياضات السيارات (14٪) وسباق الخيل (8٪) والكريكيت (5٪) وكرة القدم (4٪).
تفخر جنوب أستراليا بملاعبها التي جرى تشييدها على طراز الملاعب العالمية لاحتضان الأحداث الرياضية عالية المستوى بما في ذلك أيديليد أوفال وأيديليد سوبر دروم وإستاد جنوب أستراليا لكرة الشبكة واستاد هيندمارش.
تندرج جميع الرياضات الرئيسية في منتخبات ممثّلة في ملاعب جنوب أستراليا على الصعيد الوطني. الألوان الرياضية الرسمية لجنوب أستراليا هي الأحمر والأزرق والذهبي.

## المشاركات
تُظهر الدراسات أن ثلثي سكان جنوب أستراليا منخرطون في الرياضة أو الترفيه؛ إذ ينخرط حوالي أربعين في المئة من المشاركين في الأنشطة الرياضية المنظمّة. إلى حدٍّ كبير، من المرجّح أن يشارك الأشخاص من المناطق الإقليمية من خلال الهياكل القائمة على الأندية وهم أكثر احتمالًا للتطوّع ولأن يكونوا من المتفرّجين بالمقارنة مع السكان الذين يقطنون في منطقة أديليد الحضرية. وتشير التقديرات إلى أن المجتمعات الإقليمية لديها ما يُقدّر بثلث البالغين الذين يشاركون في التمارين الترفيهية والرياضية من خلال أحد الأندية أو الجمعيات، ويشارك ربعهم تقريبًا كمدرب أو مسؤول أو حكم أو إداري.
إن معدّلات المشاركة بين الذكور والإناث متشابهة؛ وفي الوقت الذي تنخفض فيه معدّلات المشاركة عمومًا مع التقدّم بالسن، إذ كانت معدلات المشاركة أكثر انخفاضًا لدى الذكور، تبقى معدلات مشاركة المرأة ثابتة إلى حين تجاوزها 65 عامًا.
تُظهر الأبحاث أن المشي والجري والسباحة والتمارين الرياضية/اللياقة البدنية والغولف ولعبة البولينج العشبية وتمارين الأثقال وركوب الدراجات هي أكثر الرياضات التي تحظى بشعبية ومشاركة كثيفة من الرجال والنساء في جنوب أستراليا. من الناحية التاريخية، لم تكن جميع الألعاب الرياضية متاحةً للنساء، لكن ذلك تغيّر بالتزامن مع سنّ قوانين تكافؤ الفرص التي تستهدف التمييز القائم على الجنس.
تتعلّق الاختلافات في معدّلات المشاركة لدى الرجال والنساء بقوانين كرة القدم وكرة الشبكة، التي كانت محدودة في الماضي بفرص مشاركة الجنسين غير المرتبطين تقليديًا بالرياضة.

## الرياضة عالية الأداء
قدّمت جنوب أستراليا لاعبين أولمبيين وبارالمبيين وممثلين لدورة ألعاب الكومنولث وأبطال عالم وأبطالًا قوميين ناجحين من خلال مجموعة واسعة من الرياضات الفردية والجماعية. أنجبت الولاية لاعبي غولفٍ محترفين وناجحين بما في ذلك جين كرافتر وتامي ديردين، لاعبي التنس المصنّفين عالميًّا، بما في ذلك ليتون هيويت وجون فيتزجيرالد مارك وودفورد ودارين كاهيل وروجر رشيد وأليشا موليك، والعديد من أبطال العالم الناجحين الآخرين، بالإضافة إلى لاعب السكواش فيكي كاردويل وكايلي هاليداي في جمباز الأيروبيكس.
لعب إنشاء معهد جنوب أستراليا الرياضي في عام 1982 دورًا في دعم النخبة من الأفراد بالإضافة إلى تشجيع الرياضة الجماعية. تتمتّع حاليًا ببرامج عالية الأداء للتجديف والألعاب البارالمبية وكرة الشبكة وسباق القوارب، والسباحة وركوب الدراجات والترامبولين (المنطّة) والغوص والكرة الطائرة والهوكي وكرة الماء، وتجري أنشطة البحث عن المواهب في جميع أنحاء الولاية.

## الرياضات الجماعية

### كرة القدم الأسترالية
تعدّ كرة القدم الأسترالية الرياضة الجماهيرية الأكثر شعبية في جنوب أستراليا حيث يبلغ معدّل الحضور (في ما لا يقلّ عن مباراة واحدة في العام) 31٪ من السكان، مقارنة بمتوسّط وطني يبلغ 16٪.
يشارك فريقان من جنوب أستراليا في الدوري الأسترالي لكرة القدم؛ نادي أديلايد لكرة القدم، المعروف باسم الكروز (الغربان)، ونادي بورت أديلايد لكرة القدم، الملقّب ذا فورس (القوّة). لدى فريق أديليد أيضًا فريق سيّدات في دوري أستراليا لكرة القدم (AFL) للسيدات. كما يوجد في جنوب أستراليا بطولة محلية للرجال والسيدات تلقى دعمًا واسعًا، رابطة جنوب أستراليا الوطنية لكرة القدم (SANFL).
في عام 1990، أنشأت مجموعة من النساء رابطة كرة القدم النسائية في جنوب أستراليا بعد مباراة استعراضية ضد فيكتوريا. شهد الدوري تنافس سبعة من ممثلي ولاياتهن، ليشكلن منتخب عموم أستراليا الذي يجري اختيار لاعباته من المشاركات في الدوري أستراليا الوطني لكرة القدم (AFL) للسيدات.
في مايو 2013، أنشأت رابطة كرة القدم الأسترالية «قرعة» للنساء لتشكيل فريقين من أفضل 50 سيدة من لاعبات كرة القدم الأسترالية في الولاية للمشاركة في مباراة اسنعراضية قبل الجولة 14 ملبورن مقابل فرق بولداغز لدوري أستراليا لكرة القدم. اختارت العديد من النساء في جنوب أستراليا الترشيح. عمدت ملبورن ديمونز على اختيار ألكسندرا برايس من بورت أديلايد وبرونوين ديفي من غريناكريس إف. سي. ، بينما اختار بولدوغ الغربي كورتني كرامي من فريق مورفيفيل بارك.

### كرة الشبكة
تعدّ كرة الشبكة رياضةً مهمّة في جنوب أستراليا مع مجموعة واسعة من فرص المشاركة عبر المواقع الحضرية والإقليمية والريفية داخل الولاية.
شارك أديليد ثاندربيردز في الدوري الممتاز لكرة الشبكة في أستراليا، وفاز باللقب في عام 1998 وعام 1999 بلقب CBT وعام 2010 في بطولة ANZ. وقد مثّل منتخب أستراليا العديد من لاعبي جنوب أستراليا، بما في ذلك لاعبة بطولة العالم وقائدة المنتخب الأسترالي ناتالي فون بيرتوش وريبيكا ساندرز وكاثرين هاربي ويليامز.
تشارك جنوب أستراليا أيضًا في دوري كرة الشبكة الأسترالي، وهي مسابقة وطنية تسدّ الفجوة بين مسابقات دوري الولاية وبطولة ANZ. في عام 2012، حصل فريق ساذرن فورس على اللقب.
تواصل كرة الشبكة امتلاكها لمنافسة قوية في المدن والإقليم والمقاطعات في جميع أنحاء جنوب أستراليا، إذ يشارك حوالي 70 ألف من النساء والرجال في جميع أنحاء الولاية.

### الكريكت
تعدّ لعبة الكريكيت رياضةً شعبية في جنوب أستراليا وتجذب حضورًا جماهيريًا كبيرًا في مباراة الرجال على مستوى القمّة. وتحظى اللعبة بشعبية لدى كل من الفتيان والفتيات على صعيد المجتمع وتتوفّر مسارات عالية الأداء للرجال والنساء. تشارك فرق الكريكيت التي تمثّل جنوب أستراليا، وريدباكس للرجال، وإس. إيه سكوربيونز للنساء في البطولات الوطنية.
جاءت جنوب أستراليا بخيرة لاعبي الكريكيت الأستراليين في كلا ألعاب الرجال والسيدات، ومن ضمنهم: فيكتور ريتشاردسون، وتيري جينر، وإيان تشابيل، وغريغ تشابيل، وديفيد هوكس، وشون تايت، ولين فولستون، وجيل كيناري، وكارين رولتون. أحرزت كارين رولتون، وهي ضاربة كرة عسراوية ورامية عرضية متوسطة السرعة بالذراع الأيسر، أكبر عدد من الركضات لأستراليا في اختبار الكريكيت للسيدات وكانت لاعبة إس. إيه. سموربيونز لورين إبساري جزءًا من الفوز الباهر الذي حقّقته سيدات أستراليا في كأس العالم للسيدات 2013.
حقّق رجال جنوب أستراليا ثلاثة عشر انتصارًا من خلال فريق شيفيلد شيلد، بالإضافة إلى فوزهم الأخير في الدرع في موسم 1995-1996. فازت نساء جنوب أستراليا بخمس بطولاتٍ وطنية، بالإضافة إلى انتصارات حققنها في موسم 1951/52 وموسم 1979/80 وحقبة رائعة من الانتصارات في موسم 1992/93 وموسم 1993/94 وموسم 1994/1995.